# قطعنامه ۷۶۴ شورای امنیت
قطعنامه ۷۶۴ شورای امنیت سازمان ملل متحد که در تاریخ ۱۳ ژوئیه ۱۹۹۲ تصویب شد، سندی بین‌المللی دربارهٔ بوسنی و هرزگوین است. این قطعنامه طی نشست ۳۰۹۳ام با ۱۵ رای موافق، ۰ مخالف و ۰ ممتنع تصویب شد.